# Amphiblestrum osburni
Amphiblestrum osburni is een mosdiertjessoort uit de familie van de Calloporidae. De wetenschappelijke naam van de soort is voor het eerst geldig gepubliceerd in 1968 door Powell.